# ISO 42500
Lo standard ISO 42500 Sharing economy - General principles in italiano: Economia della condivisione - Principi generali identifica i principi generali che devono essere utilizzati da organizzazioni di ogni tipo e dimensione nella Sharing Economy ( ad es. imprese commerciali, agenzie governative, organizzazioni no-profit).
Le organizzazioni che scelgono di utilizzare la ISO 42500 come riferimento per i principi generali, possono contribuire a migliorare l'informazione e la trasparenza nei confronti dei propri clienti.
La ISO 42500 è stata pubblicata per la prima volta nel Novembre 2021 dal Comitato ISO/TC 324.

## Principali requisiti della norma
La ISO 42500:2021 è strutturata secondo i seguenti capitoli:
- 1 Scopo
- 2 Riferimenti normativi
- 3 Termini e definizioni
- 4 Principi guida
- 4.1 Generale
- 4.2 Integrità
- 4.3 Trasparenza
- 4.4 Responsabilità e autorizzazione
- 4.5 Accessibilità e inclusione
- 4.6 Rispetto per altri interessi influenzati
- 4.7 Competenza
- Allegato A Figura che rappresenta la sharing economy
- Bibliografia

## Cronologia
| Anno | Descrizione             |
| ---- | ----------------------- |
| 2021 | ISO 42500 (1ª Edizione) |